# Ванчо Юруков
Ванчо Велянов Юруков е български революционер, деец на Вътрешната македоно-одринска революционна организация.

## Биография
Роден е на 12 април 1868 година в битолското село Брезово, Османската империя, днес Северна Македония. Присъединява се към ВМОРО в 1898 година като куриер. Участва и в сраженията при Крушево, Прибилци и Ново село като четник на Йордан Пиперката и Дамян Мартинов. Остава куриер на организацията до 1912 година.